# Капустинці (Роменський район)
Капу́стинці — село в Україні, у Роменському районі Сумської області. Населення становить 1056 осіб. Входить до складу Синівської сільської громади.
Після ліквідації Липоводолинського району 19 липня 2020 року село увійшло до Роменського району.

## Географія

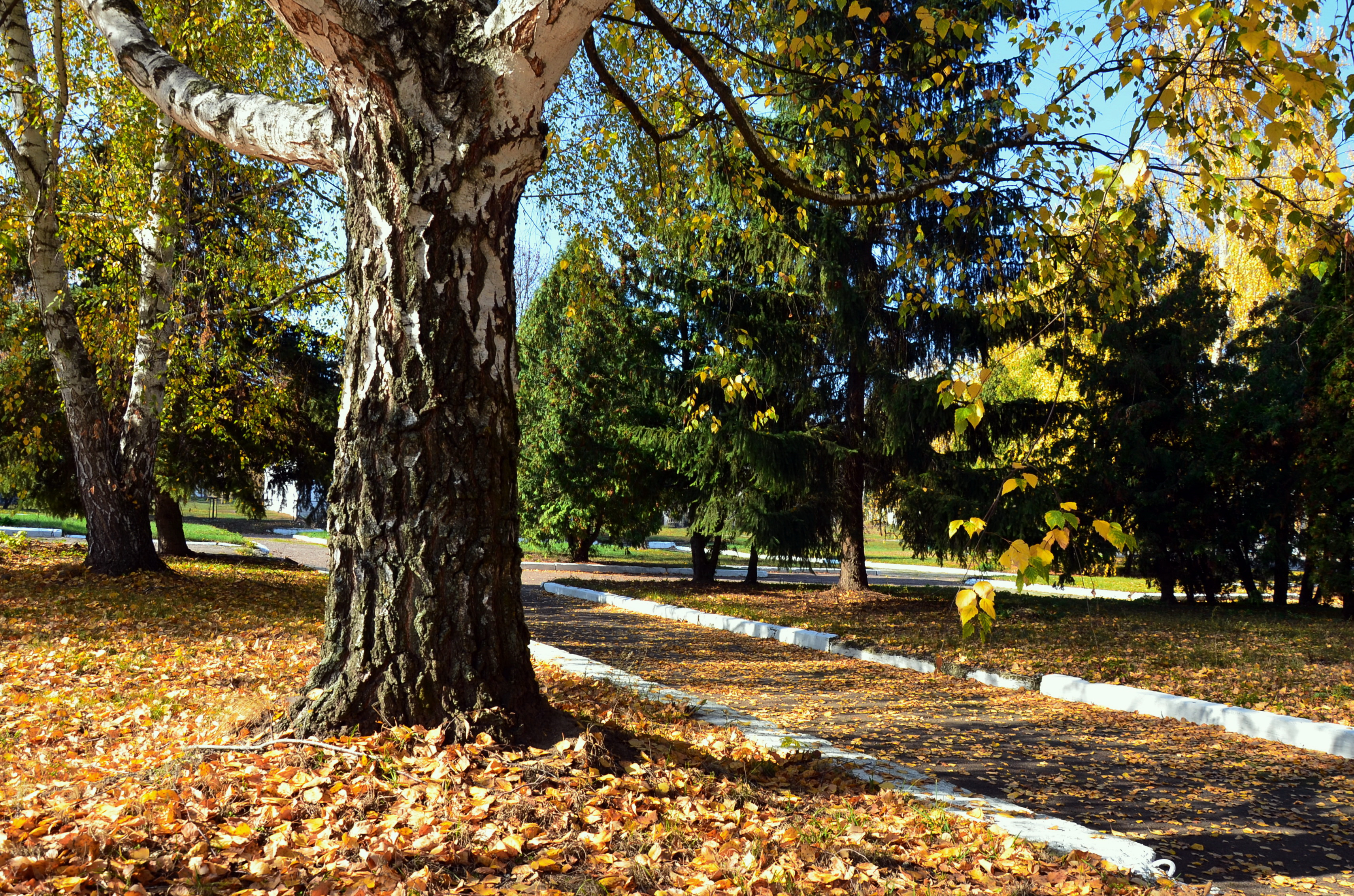
Барезова алея с. Капустинці

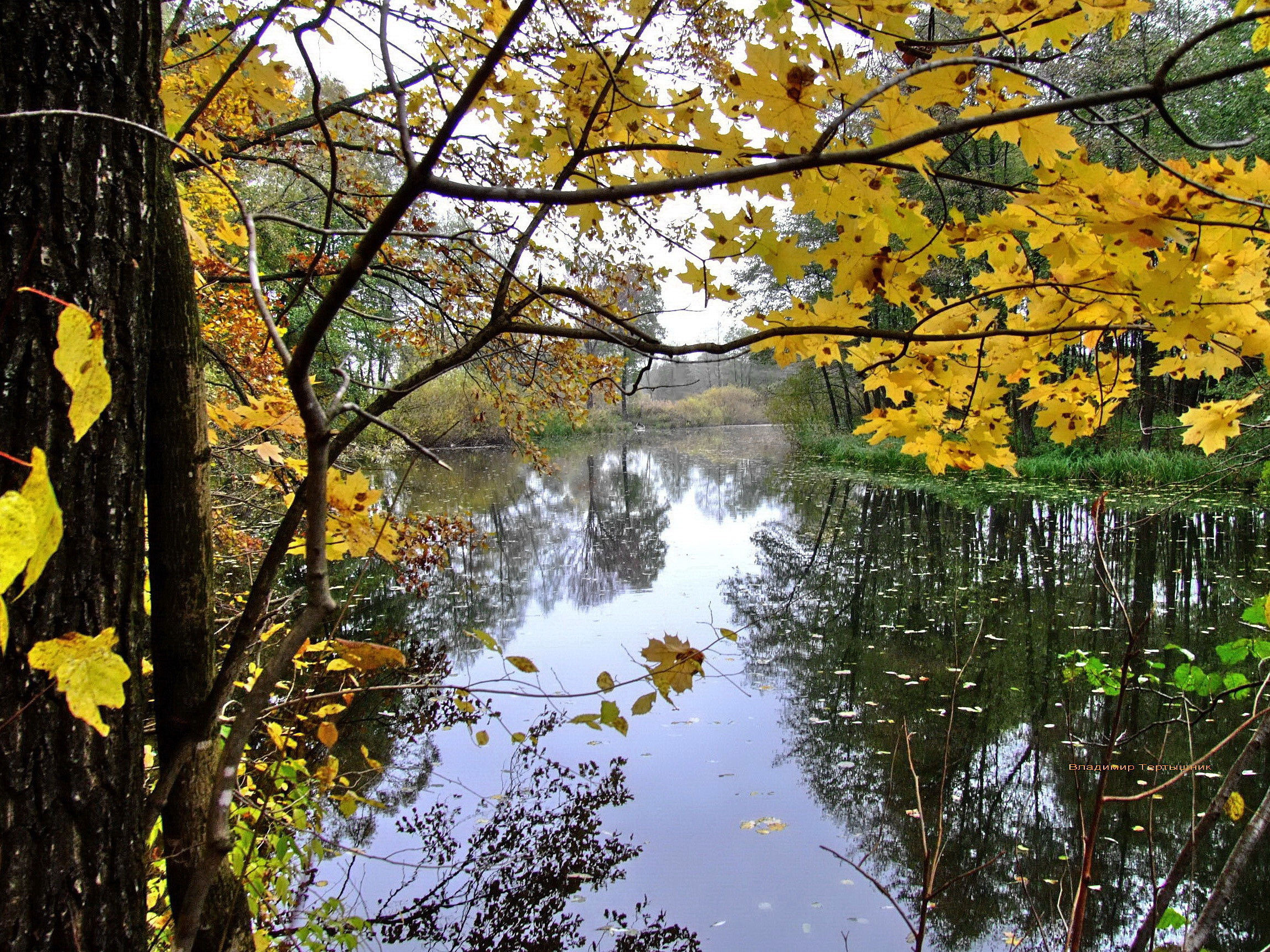
річка Грунь на околицях С. Капустинці

Село Капустинці розташовані на березі річки Грунь, вище за течією на відстані 0.5 км розташоване село Клюси, нижче за течією на відстані 1.5 км село Велика Лука.

## Історія
- Село Капустинці засноване в 50-х рр. XVII ст.
- Поблизу села знайдено городище сіверян (VIII—X) ст.
- В 1829 році відбулось переселення кількох десятків родин до Бессарабської області в село Кебабча.[2]
- За даними на 1859 рік у власницькому, казенному та козацькому селі Гадяцького повіту Полтавської губернії, мешкало 4396 осіб (2079 чоловічої статі та 2317 — жіночої), налічувалось 556 дворових господарства, існувала православна церква, відбувалось 2 щорічних ярмарки[3].
- Станом на 1900 рік село було центром окремої, Капустинської волості[4].
- Село постраждало внаслідок геноциду українського народу, проведеного урядом СРСР 1923—1933 та 1946–1947 роках, кількість встановлених жертв в Капустинцях — 384 людини[5].
- До 2018 року орган місцевого самоврядування — Капустинська сільська рада.

## Економіка
- Молочно-товарна ферма.
- «Колос», ПП.
- ТОВ «ЛАН-123».
- ТОВ «Грунь».

## Соціальна сфера
- Школа.
- Будинок культури.

## Пам'ятки
- Могила радянських солдат.

## Відомі люди
- Бирюкович Петро Вікторович (1909—1985)[6] — відомий психіатр, вчений і викладач, автор підручників;
- Ващенко Опанас Трохимович — відомий український учений: економіко-географ і картограф, почесний член Українського географічного товариства, організатор і довголітній керівник кафедри економічної географії Львівського університету ім. І. Франка, організатор та лідер Львівської суспільно-географічної школи, доктор географічних наук, професор.
- Смілян Олександр Васильович (1984—2022) — майстер-сержант Державної прикордонної служби України, учасник російсько-української війни, загинув від кульового поранення у бою під Лебедином в ході російського вторгнення в Україну.
- Тертишник Володимир Митрофанович — відомий український учений-юрист,  академік Академії політико-правових наук України, засновник юридичного факультету СумДУ, поет, доктор юридичних наук, професор.